# 奥皮埃尔
奥皮埃尔（法語：Orpierre，法語發音：[ɔʁpjɛʁ]）是法国上阿尔卑斯省的一个市镇，属于加普区。

## 地理
奥皮埃尔（44°18'47"N, 5°41'27"E）面积27.57 平方千米，位于法国普罗旺斯-阿尔卑斯-蓝色海岸大区上阿尔卑斯省，该省份为法国东南部内陆省份，北起萨瓦省，西北接伊泽尔省，西南接德龙省，南至上普罗旺斯阿尔卑斯省，东北部与意大利接壤。
与奥皮埃尔接壤的市镇（或旧市镇、城区）包括：梅乌日河畔巴雷、沙努斯、埃图瓦勒圣西里斯、诺萨日和贝内旺、圣科隆布、特雷斯克莱乌、加尔德科隆布。

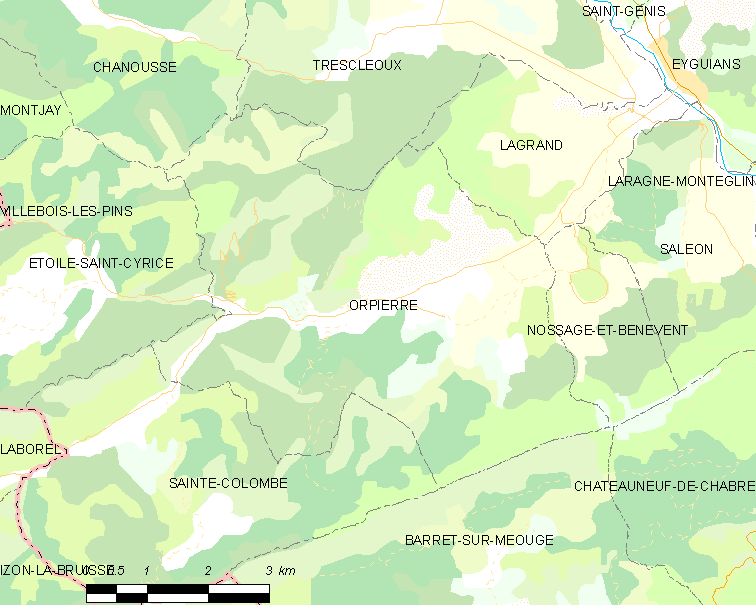
奥皮埃尔的OSM定位图

奥皮埃尔的时区为UTC+01:00、UTC+02:00（夏令时）。

## 行政
奥皮埃尔的邮政编码为05700，INSEE市镇编码为05097。

## 政治
奥皮埃尔所属的省级选区为塞尔县。

## 人口

1962-2008年间奥皮埃尔人口变化图示

奥皮埃尔于2022年1月1日时的人口数量为319人。